# Kuvait a 2013-as úszó-világbajnokságon
Kuvait négy sportolóval vett részt a 2013-as úszó-világbajnokságon, akik két nagy versenyszámban indultak.

## Műugrás
Férfi
| Versenyző         | Verseny           | Selejtező | Selejtező | Elődöntő          | Elődöntő          | Döntő             | Döntő             |
| Versenyző         | Verseny           | Pont      | Helyezés  | Pont              | Helyezés          | Pont              | Helyezés          |
| ----------------- | ----------------- | --------- | --------- | ----------------- | ----------------- | ----------------- | ----------------- |
| Abbas Abdulrahman | 1 méteres műugrás | 270.25    | 38        |                   |                   | Nem jutott tovább | Nem jutott tovább |
| Abbas Abdulrahman | 3 méteres műugrás | 289.45    | 44        | Nem jutott tovább | Nem jutott tovább | Nem jutott tovább | Nem jutott tovább |

## Úszás
Férfi
| Versenyző        | Verseny                   | Selejtező | Selejtező | Elődöntő          | Elődöntő          | Döntő             | Döntő             |
| Versenyző        | Verseny                   | Idő       | Helyezés  | Idő               | Helyezés          | Idő               | Helyezés          |
| ---------------- | ------------------------- | --------- | --------- | ----------------- | ----------------- | ----------------- | ----------------- |
| Yousef Al-Askari | 100 méteres pillangóúszás | 56.40     | 45        | Nem jutott tovább | Nem jutott tovább | Nem jutott tovább | Nem jutott tovább |
| Yousef Al-Askari | 200 méteres pillangóúszás | 2:07.03   | 32        | Nem jutott tovább | Nem jutott tovább | Nem jutott tovább | Nem jutott tovább |
| Mohammad Madwa   | 50 méteres gyorsúszás     | 23.34     | 46        | Nem jutott tovább | Nem jutott tovább | Nem jutott tovább | Nem jutott tovább |
| Mohammad Madwa   | 100 méteres gyorsúszás    | 52.06     | 48        | Nem jutott tovább | Nem jutott tovább | Nem jutott tovább | Nem jutott tovább |

Női
| Versenyző   | Verseny               | Selejtező | Selejtező | Elődöntő          | Elődöntő          | Döntő             | Döntő             |
| Versenyző   | Verseny               | Idő       | Helyezés  | Idő               | Helyezés          | Idő               | Helyezés          |
| ----------- | --------------------- | --------- | --------- | ----------------- | ----------------- | ----------------- | ----------------- |
| Faye Sultan | 50 méteres gyorsúszás | 27.25     | 48        | Nem jutott tovább | Nem jutott tovább | Nem jutott tovább | Nem jutott tovább |
| Faye Sultan | 50 méteres hátúszás   | 31.36     | 43        | Nem jutott tovább | Nem jutott tovább | Nem jutott tovább | Nem jutott tovább |